# Comté de Fingal
 (mai 2018).
Si vous disposez d'ouvrages ou d'articles de référence ou si vous connaissez des sites web de qualité traitant du thème abordé ici, merci de compléter l'article en donnant les références utiles à sa vérifiabilité et en les liant à la section « Notes et références ».
Pour les articles homonymes, voir Fingal (homonymie).
Le comté de Fingal (en gaélique : Contae Fhine Gall,  ce qui veut dire comté de la tribu étrangère) est une circonscription administrative de la république d’Irlande issu de la partition de l’ancien comté de Dublin en 1994.
Le comté de Fingal est généralement associé à la partie nord du comté de Dublin. Il recouvre la zone comprise entre la mer d'Irlande à l’est, la ville de Dublin au sud le comté de Dublin Sud au sud ouest, le comté de Kildare à l’ouest, le Comté de Meath au Nord.
Sur le Blason  de Fingal,  sa devise est : Flúirse Talaimh is Mara , ce qui signifie Abondance de terre et d’eau. Cette devise reflète la forte tradition d’agriculture et de pêche associée avec le comté. On y trouve aussi un drakkar pour rappeler l’arrivée des premiers Vikings dans la région.
Le centre administratif du comté est la ville de Swords.
Fingal est la première région horticole d’Irlande. Elle produit 50 % de la production nationale de légumes et 75 % de toutes les cultures sous serres. Cependant ces zones de production sont sous la menace du développement des zones urbaines. Le comté est en train de se transformer en banlieue dortoir de la ville de Dublin.
Howth est le plus grand port de pêche de la côte est de l’Irlande et le cinquième du pays.
Le comté de Fingal est le cinquième comté d’Irlande le plus peuplé du pays. Sa principale ville est Swords. L’aéroport international de Dublin (D.I.A.) se trouve dans le comté. Il fait partie de la zone urbaine du Grand Dublin (Greater Dublin Area).

## Comtés limitrophes
| Meath                | Meath           | mer d'Irlande                 |
| Meath                | comté de Fingal | mer d'Irlande                 |
| Kildare Dublin (Sud) | Dublin (Dublin) | mer d'Irlande Dublin (Dublin) |

## Villes du Comté
- Balbriggan, Baldoyle, Blanchardstown
- Castleknock
- Donabate
- Garristown
- Howth
- Lusk
- Malahide, Mulhuddart
- Naul
- Oldtown
- Portmarnock, Portrane
- Rush
- Rolestown (Rowlestown)
- Skerries
- Sutton
- Swords

## Linguistique
Les habitants du Fingal parlaient autrefois une langue, semble-t-il, dérivée du norrois, le fingalien.